# コンコード・レコード
コンコード・レコード（Concord Records）は、1972年にカール・ジェファーソンによって、設立されたアメリカ合衆国のジャズ・レコード・レーベル。西海岸カリフォルニア州ビバリーヒルズに本拠を置く。

## 概要
オリジナルはコンコード・ジャズの名で知られる。1972年にカリフォルニア州コンコードで開催されたコンコード・ジャズ・フェスティバルが母体となって、1972年に設立された。
スタックス・レコード/ヴォルト、スペシャルティ・レコード、タコマ・レコードほか多数のレーベルを傘下に入れ、巨大企業となった。2002年にはコンコードと、パートナーであるスターバックスは、ソウルのレイ・チャールズのアルバムを発売し、グラミー賞8部門受賞を達成した。2004年にファンタジー・レコードを買収し合併、コンコード・ミュージック・グループを形成しその傘下に入る。最大手のインデペンデント系ジャズ・レーベルとなる。2007年、ヒア・ミュージックを買収し、ポール・マッカートニー、ジョニ・ミッチェルらが所属ミュージシャンをなった。
日本での販売元はビクターエンタテインメントを主としていたが、2006年にアメリカ本国の配給元がユニバーサル ミュージック グループになったために、日本もユニバーサル ミュージック ジャパンに移っている。

## 沿革
- 1972年 コンコード・ジャズ・フィスティバルの設立者カール・ジェファーソンにより設立。
- 2000年 ピーク・レコードを買収。
- 2004年 ファンタジー・レコードを買収合併、コンコード・ミュージック・グループを形成。
- 2005年 テラーク・インターナショナル・コーポレーションとその子会社ヘッズ・アップ・インターナショナルを買収。
- 2006年 ユニバーサル・ミュージックがアメリカ本国の配給元となる。ファンタジーが音源を有する、スタックス・レコードを復活させる。
- 2007年 スターバックス・エンターテイメントのポップ/ロック・レーベル、ヒア・ミュージックを買収、カタログ会社であったのをレーベルとしてスタートする。また、同年にモントレー・ジャズ・フェスティバル50周年記念として、同フェスと提携の下、モントレー・ジャズ・フェスティバル・レコードを発足。未発表ライブ音源がCD化されることとなった。
- 2017年 サヴォイ・レーベル・グループ（サヴォイ・レコード）を買収。

## レーベル
- コンコード・レコード (Concord Records)
- コンコード・ジャズ (Concord Jazz)
- コンコード・ピカンテ (Concord Picante) ※ラテン・ジャズ部門
- コンコード・コンチェルト (Concord Concerto) ※クラシック音楽部門
- ファンタジー・レコード (Fantasy Records)
- スタックス・レコード (Stax Records) ※1977年に傘下入り
- スペシャルティ・レコード (Specialty Records) ※1991年に傘下入り
- タコマ・レコード (Takoma Records) ※1995年に傘下入り
- オリジナル・ブルース・クラシックス (Original Blues Classics) ※ブルース部門
- ヴォルト・レコード (Volt Records)
- ヒア・ミュージック (Hear Music)
  - MPLコミュニケーションズ (MPL Communicatons) ※ポール・マッカートニーのプライベートレーベル
  - グッド・タイム・レコード (Good Time Records)
  - モンタレー・ジャズ・フィスティヴァル・レコード (Monterey Jazz Festival Records)
  - オリジナル・ジャズ・クラシックス (Original Jazz Classics) ※リイシュー・レーベル
    - ギャラクシー・レコード (Galaxy Records)
    - プレスティッジ・レコード (Prestige Records)
    - デビュー・レコード (Debut Records)
    - マイルストーン・レコード (Milestone Records)
    - リバーサイド・レコード (Riverside Records)
      - ジャズランド・レコード (Jazzland Records)

    - コンテンポラリー・レコード (Contemporary Records)
    - パブロ・レコード (Pablo Records)
- キッチング・ミュール・レコード (Kicking Mule Records) ※1995年
- ピーク・レコード (Peak Records)
- プレイボーイ・ジャズ・レコード (Playboy Jazz Records)
- ロッキンゲイル・レコード (Rockingale Records)
- ストレッチ・レコード (Stretch Records)
- テラーク・レコード (Telarc Records)
  - ヘッズ・アップ (Heads Up)
- ザ・ジャズ・アライアンス (The Jazz Alliance)

## 主な音楽家
- ジェーン・モンハイト
- ジョージ・ベンソン
- ラムゼイ・ルイス
- マイケル・ボルトン
- ケニー・G
- スティーヴ・ペリー
- ローズマリー・クルーニー
- トニー・ベネット
- 北村英治
- 穐吉敏子